# Luta livre

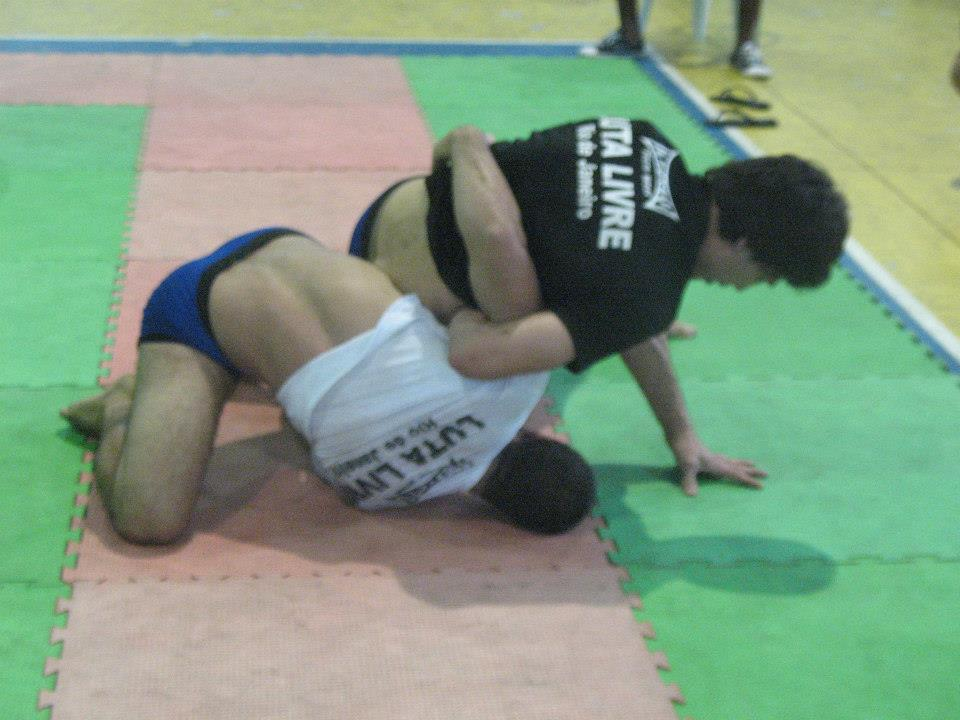
Zawodnicy luta livre

Luta livre (por. wolna walka) – w języku portugalskim termin ten w szerokim ujęciu może oznaczać "zapasy" bądź "wrestling". W Brazylii wąskie znaczenie tego słowa odnosi się do powstałej w latach 20. XX wieku w Rio de Janeiro formy zapasów, w której zawodnicy dążą do pokonania rywala przez zastosowanie dźwigni i duszeń. 
Brazylijska luta livre występuje w dwóch odmianach:
- Luta Livre Esportiva – pod względem stylu i dozwolonych technik podobna do brazylijskiego jiu-jitsu czy amerykańskiego catch wrestlingu; walka toczy się w parterze za pomocą chwytów, zabronione są uderzenia;
- Luta Livre Vale Tudo – odmiana przeznaczona do walki w turniejach vale tudo; zawodnicy trenują i korzystają w walce z w zasadzie nieograniczonego zakresu technik chwytów i uderzeń (w tym łokciami i kopnięć), pod tym względem zbliżona do mieszanych sztuk walki.